# Daniel Viteri
Pour les articles homonymes, voir Viteri.
Daniel Viteri, né le 12 décembre 1981 à Guayaquil, est un footballeur équatorien, évoluant au poste de gardien de but.

## Biographie
En juin 2002, le sélectionneur Hernán Darío Gómez annonce que Daniel Viteri est retenu dans la liste des 23 joueurs pour jouer la Coupe du monde 2002 au Japon.